# Esther Bockwyt
Esther Bockwyt (* 6. März 1985 in Herten) ist eine deutsche Psychologin mit Schwerpunkt Narzissmus und Autorin psychologischer Fachbücher sowie eines Sachbuchs über Wokeness.

## Leben
Bockwyt absolvierte die Studiengänge Psychologie und Rechtspsychologie an der Philipps-Universität Marburg, Universität zu Köln und der Rheinischen Friedrich-Wilhelms-Universität Bonn und schloss diese als Diplom-Psychologin und Rechtspsychologin (M.Sc.) ab. Als Gründerin und Leiterin eines gutachterlich tätigen Büros erstellt sie unter anderem klinische und forensische Gutachten. Sie betreibt den Podcast „Psycho-Logisch“ mit den Themen-Schwerpunkten Persönlichkeit und Narzissmus. Beiträge von ihr erscheinen auch in der Neuen Zürcher Zeitung und im Blog Ruhrbarone. Sie wohnt in Recklinghausen.

## Verhaltensanalyse
Bockwyt entwickelte ein mehrstufiges Vorgehen zur Erstellung einer individuellen Problem- und Verhaltensanalyse für psychische Erkrankungen.
Sie entwickelte weiterhin eine ätiopathogenetische Tabelle über die Entstehung psychischer Erkrankungen mit thematisch strukturierten Inhalten zu unterschiedlichen Entwicklungspfaden psychischer Erkrankungen unter Berücksichtigung der biografischen Situation, der innerpsychischen Verarbeitung und weiteren Persönlichkeitsentwicklung im Hinblick auf die psychischen Auswirkungen, Folgen für Bewältigungsstile und deren Einfluss auf die Aktualgenese.
Das Theoriegebilde vereint verhaltenstherapeutische, tiefenpsychologische und schematherapeutische Inhalte und wurde in seiner Bedeutung als therapieschulenübergreifend, breit und tief angelegt gewertet.
Bockwyt untersuchte in ihrem Werk Persönlichkeitsstörungen und -akzentuierungen in frühen Phasen von Psychosen den Zusammenhang zwischen Persönlichkeit und psychotischen Erkrankungen, dabei erstmalig den Zusammenhang zum Prodrom psychotischer Erkrankungen im Rahmen der Früherkennungsforschung am durch Joachim Klosterkötter gegründeten ersten deutschen und europäischen sowie weltweit führenden Früherkennungs- und Therapiezentrums für erhöhte psychische Erkrankungsrisiken (FETZ).
Dabei arbeitete sie auch Zusammenhänge und Entwicklungen über die frühesten Beschreibungen von unterschiedlichen Persönlichkeitsstörungen in der älteren psychiatrischen Fachliteratur zu heutigen korrespondierenden Konzepten heraus.

## Gegenposition zur Wokeness
In einem Gastbeitrag in der Neuen Zürcher Zeitung beklagte Bockwyt 2022 Gendersprache und Woke-Kultur als zwanghafte Einengung des Menschen.
Im Februar 2024 veröffentlichte sie im Westend Verlag den Bestseller „Woke. Psychologie eines Kulturkampfs“, in dem sie sich mit dem Menschenbild und psychologischen Faktoren, darunter Narzissmus, Zwanghaftigkeit, Aggression, Depression und Gruppendynamiken, der „woken“ Bewegung auseinandersetzt. Bockwyt betitelt Wokeness auch als „Planwirtschaft des Gefühls“. Problematiken einer „woken Weltanschauung“ seien unter anderem Spaltung zwischen Identitätsgruppen, ungesunde Schuldgefühle, Dauergroll oder Reaktanz als Gegenreaktionen. Georg Auernheimer findet, dass die Autorin einen guten Einblick in das Phänomen der Wokeness liefert, aber aufgrund ihres psychologischen Zugangs strukturelle Gründe für die soziale Relevanz von Wokeness nur unzureichend beleuchtet. Stefan Laurin von Ruhrbarone meint, das Buch sei keine Kampfschrift, sondern will aufklären und dazu beitragen, verhärtete Fronten aufzubrechen. Anni Lemberger betont in der Dorfzeitung: „Eine großartige und für Laien verständliche, wissenschaftliche Abhandlung eines neuen Zeitgeistes.“
Bockwyt kritisierte in einem Interview mit der WELT auch eine am 29. Januar 2024 vom Sportgericht des Deutschen Fußball-Bundes (DFB) verhängte Geldstrafe in Höhe von 18.000 Euro gegen den Bundesligisten Bayer 04 Leverkusen, dessen Fans im November 2023 ein Banner mit den Worten „Es gibt viele Musikrichtungen, aber nur zwei Geschlechter“ während eines Bundesligaspiels gezeigt hatten. Es handele sich um den Ausdruck einer Reaktion auf einen „manifestierten woken Kulturkampf“ und nicht, wie vom DFB behauptet, um eine diskriminierende Aussage. Es gehe den Fans darum, „dafür einzustehen, eine Jahrtausende alte Gewissheit zu verteidigen“. Daneben spricht sich Bockwyt auch für ein Verbot des Genderns für Personal in staatlichen Institutionen aus.

## Schriften (Auszug)

### Fachbücher
- Persönlichkeitsstörungen und -akzentuierungen in frühen Phasen von Psychosen: Relevanz für die Früherkennung. Springer, Wiesbaden 2017, ISBN 978-3-658-19848-0 (Print) bzw. ISBN 978-3-658-19849-7 (E-Book).
- Der verhaltenstherapeutische Bericht an den Gutachter. VT-Anträge präzise und individuell erstellen. Schattauer, Stuttgart 2018, ISBN 978-3-608-43103-2 (Print) bzw. ISBN 978-3-608-26915-4 (E-Book).
- VT-Bericht an den Gutachter. Kompakte Beispiele nach der neuen Psychotherapie-Richtlinie. Schattauer, Stuttgart 2018, ISBN 978-3-608-43299-2 (Print) bzw. ISBN 978-3-608-29134-6 (E-Book PDF) bzw. ISBN 978-3-608-19131-8 (E-Book ePub).
- Psychologische Fragen und Explorationsleitfaden. Familienrecht. Für das familienpsychologische Gutachten im Sorgerecht. Amazon Publishing, 2021, ISBN 978-1-7072-8342-2.
- Die Verhaltensanalyse. Schritt für Schritt zum individuellen Störungsmodell. Schattauer, Stuttgart 2020, ISBN 978-3-608-40046-5 (Print) bzw. ISBN 978-3-608-20476-6 (E-Book PDF) bzw. ISBN 978-3-608-12062-2 (E-Book ePub)

### Sachbücher
- Woke. Psychologie eines Kulturkampfs. Westend Verlag, Neu-Isenburg 2024, ISBN 978-3-86489-444-2.